# レイパー佐藤
レイパー 佐藤（レイパー さとう、本名：佐藤 文則（さとう ふみのり）、1968年1月30日 - ）は、日本の物まねタレント、映画監督、声優、俳優、歌手、ラジオMC。自らを「宇宙芸人」と称する。

## 人物
福岡県大牟田市出身。血液型はA型。
スタートレックの熱烈なるファンであり、その知識や愛情のレベルはファンの閾を超えている。スタートレックの啓蒙活動や、自費でラスベガス・ヒルトンのスタートレック・エクスペリエンス (Star Trek: The Experience) に通うなど、その活動は意欲的である。スタートレックイベントにはボイジャー佐藤の名で司会等を務める事も多い。河崎実監督の作品の常連でもある。

## 来歴
1983年（高校2年の時）、8ミリシネマ団体“20世紀タヌキ”を結成し、同年10月に本人監督、脚本・主演『クラッシャーイサオII』がフジテレビ『オレたちひょうきん族』で放映され、反響を呼んだ。そして、1988年に『日本ものまね大賞』で素人物まね芸人としてデビューを果たす。この頃はまだ本名の佐藤文則として出場していた。同番組には10年間出演する。番組終了後、レイパー佐藤（名付け親はコージー冨田。客の心を無理矢理掴むという意味がある）の芸名でプロデビュー（2012年7月に「レイバー佐藤」に改名）。
「ターミネーター」や「タイタニック」などの映画の効果音や、「ゴジラ」や「バルタン星人」などの怪獣の声、花火や汽車などの日常の効果音の物まねを得意とするが、「ロボコップの思春期」（おかずは漫画エロトピア、おとなの遊園地、デラべっぴん、C.C.ガールズ、桜樹ルイなど）や「大人のドラえもん」「大人のサザエさん」「大人のトトロ」「毛利衛の無重力オナニー実験」などの下ネタをやるため、そのイメージが強い。
俳優の酒井一圭らと「クラッシャーカズヨシ」シリーズの映画制作。東宝の製作で富士急ハイランドのオリジナルヒーロー ハイランダーが活躍する短編映画の監督も行った。子供から大人まで楽しめるものまねで全国営業巡回中。
2012年に結婚を発表し、同年7月には長男が誕生。
2021年11月、新✩敏いとうとハッピー&ブルーの補欠コーラスとなる。（2023年脱退）

## イベント履歴
- 2004年9月4日　スタートレック:ヴォイジャーDVD発売記念イベントin東京
- 2004年9月4日　スタートレック:ヴォイジャーDVD発売記念イベントin大阪
ホログラムドクター役のロバート・ピカードを招いてのファン感謝イベントのメイン司会。司会だけでなく、イベント中に物真似ショーも行う
- 2004年8月　スタートレック宇宙大作戦DVD発売記念イベントin東京ステーション
ミスターカトー役のジョージ・タケイを招いての記念イベント。

伝説のキャプテンと呼ばれるキャプテンスールー（ミスターカトー）とのトークをくりひろげた。
- 2005年11月26日スタートレック・スペシャルイベント
スタートレック:エンタープライズDVD発売記念イベント。日本語版の声優達によるファン感謝イベント。司会だけでなく、物まねショーや、スタートレックの実際の映像に合わせてのアテレコ芸も披露。
- 2010年7月24日　スタートレックファーイースト発足記念イベント
秋葉原UDXにて行われたスタートレックの新しいファンクラブの発足イベント。ゲストを招いてのトークショー。集まったファンの方参加によるクイズ大会の司会を務める。

## 出演番組
- オレたちひょうきん族（1983 フジテレビ）
- 発表!日本ものまね大賞（1988、1992、1993、1995〜2000 フジテレビ）
- 史上最高そっくり大賞（1992 日本テレビ）
- 全日本そっくり大賞（1992 テレビ東京）
- スターどっきり（秘）報告（1993 フジテレビ）
- シブヤ系うらりんご（1995 フジテレビ）
- 天才てれびくんワイド　天金先生役レギュラー（1995 NHK教育テレビ）
- とんねるずの本汁でしょう!!（1997 フジテレビ）
- ブレイクもの!（1998 フジテレビ）
- クイズ赤恥青恥(1999 テレビ東京）
- ゆるして下さい私の大罪（1999- TBS）
- デュア!!ウルトラマンランド（2000 RKBテレビ）
- HEY!HEY!HEY! MUSIC CHAMPレギュラー（2000 フジテレビ）
- ものまね紅白歌合戦（2001 フジテレビ）
- 河崎実リクペストQ（2001 BSテレビ）
- 笑いがいちばん（2002、2008、2010 NHK総合）
- 北野タレント名鑑（2005 フジテレビ）
- リスペクト探Q大図鑑（2005 フジテレビ）
- ジャパネットはだか　はだか明（2005〜2009 パラダイステレビ）
- 100人目のバカ〜毎日がお正月スペシャル!（2006 フジテレビ）
- ヅラ刑事 頭上最大の決戦（2007 フジテレビ）
- ごきげん!ブランニュ（2007 朝日放送）
- レイパー佐藤のスペシャル前説（GyaOジョッキー）2007年6月6日より、月1レギュラー
- 5時に夢中!（2007 TOKYO MX）
- 笑っていいとも!（2008 フジテレビ）
- 記録よりも記憶に残るフジテレビの笑う50年 〜めちゃ×2オボえてるッ!〜（2009 フジテレビ）
- 出番ですよ（2010 千葉テレビ）
- ナース物語（2010 千葉テレビ）
- ブログ刑事(2011 東海テレビ）
- 美人探偵M（千葉テレビ）
- お願いランキング GOLD（2012 テレビ朝日）
- ものまねスター誕生! 超ものまね大好きさん全国から大集合スペシャル（2013 フジテレビ）
- コサキン・天海の超発掘!ものまねバラエティーマネもの（2014　フジテレビ）

### ラジオ出演
- 噂の地球防衛大作戦メインパーソナリティ（2000RKBラジオ）
- 月見草伝説☆自立編メインパーソナリティ（2001RKBラジオ）
- Burning Upメインパーソナリティ（2001 FMさがみ）
- 今日は一日「SF・ヒーロー」三味（2009NHK-FM）

### インターネット出演
- レイパー佐藤のスペシャル前説（2007GyaOジョッキー）
- レイパー佐藤のオタク天国（2009あっ！とおどろく放送局））
- 田代まさしのお久しブリーフ（2009）

### インターネットラジオ出演
- アボガドチャンネル「マーチャンネル」メインパーソナリティ（2010〜）

### 映画監督
- 1983クラッシャーイサオ
- 1983クラッシャーフミノリ
- 1988霊媒師びんびん物語
- 2005クラッシャーカズヨシ
- 2008クラッシャーカズヨシ怒る
- 2009クラッシャーカズヨシタケる
- 2011東宝「絶叫戦隊ハイランダー高飛車ゴールド参上」
- 2017 シン・クラッシャーカズヨシ

### 映画出演
- 2003まいっちんぐマチコ先生
- 2004イカレスラー
- 2006かにゴールキーパー
- 2006シルバー仮面
- 2008ギララの逆襲/洞爺湖サミット危機一発
- 2008秋葉男Z
- 2010髪がかり・ハイクラス
- 2011アサシン
- 2011地球防衛ガールズP9
- 2013燃える仏像人間
- 2014地球防衛未亡人
- 空想特まん ここ わい モザイクマン（2015年、U-NEXT）- 隊長 役[3]　※3分のショートムービー
- 2016大怪獣モノ

### 舞台出演
- ミュージカル「バーブニング」(1989劇団NLT)
- 「スカイパンの計略」、「なぞなぞ悪魔のトム・ティト・トット」(1990劇団新芸術)
- 時空を駆ける真田十勇士（2001御園座）
- 時空を駆ける真田十勇士（2002新宿コマ劇場）
- 真夏の夜の夢のよう（2010築地願寺プディストホール）

## 声優歴
- 映画「ランナウェイ」予告編ナレーション
- HEY!HEY!HEY! MUSIC CHAMP（フジテレビ）
- 電エースファイト

## DVD作品
- グレイテストヒッツ!OATAKU佐藤（2008）

## ものまねレパートリー

### 映画シーン
- ロボコップ
- ターミネーター2
- タイタニック
- スターウォーズ
- スパイダーマン
- スタートレック
- ゴジラ
- ガメラ
- 007シリーズ
- バック・トゥ・ザ・フューチャー
- インディジョーンズ
- インデペンデンス・デイ
- トランスフォーマー
- その他無数

### TV・ヒーロー物
- ロボコップ
- ウルトラマン
- ウルトラセブン
- 仮面ライダー
- 戦隊シリーズ
- 3年B組金八先生
- 北斗の拳
- ちびまる子ちゃん
- ルパン三世
- サザエさん
- ドラえもん
- エヴァンゲリオン
- その他無数

### キャラクター物
- バルタン星人
- メフィラス星人
- エレキング
- ダダ
- ガラモン
- ピグモン
- レッドキング
- ゴモラ
- ゼットン
- キングジョー
- ペロリンガ星人
- ベムスター
- メトロン星人
- テレスドン
- ジャミラ
- ガヴァドンA
- ナメゴン
- ガマクジラ
- キリヤマ隊長
- ヤプール
- カネゴン
- ケムール人
- ダース・ベイダー
- その他無数

### 歌手
- 石井竜也（米米CLUB）
- つんく♂（シャ乱Q）
- 河村隆一
- 田原俊彦
- 少年隊
- hyde（L'Arc〜en〜Ciel）
- 尾崎豊
- 武田鉄矢
- 水木一郎
- 東山紀之（少年隊）
- TERU（GLAY）
- 稲葉浩志（B'z）
- ささきいさお
- 藤岡弘、
- 串田アキラ
- 岡野昭仁（ポルノグラフィティ）
- 子門真人
- クリスタルキング
- サンプラザ中野くん（爆風スランプ）
- その他無数

## DVD作品
- OTAKU佐藤のグレイテストヒッツ（2008年）